# David Ericson
Pour les articles homonymes, voir Ericson.

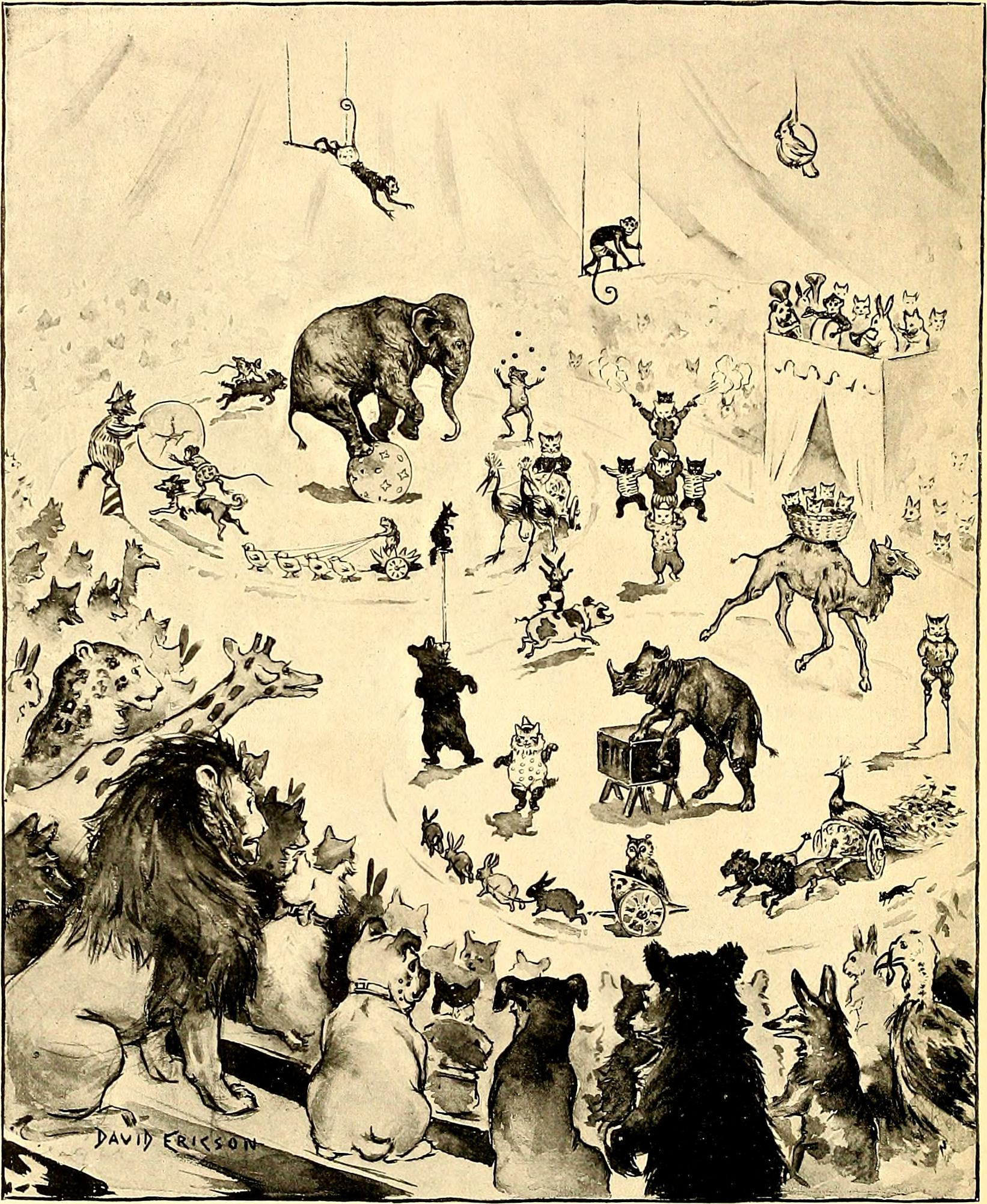
St. Nicholas (série) (1873)

Axel David Ericson, né à Motala en Suède le 15 avril 1870 et mort le 14 décembre 1946 à Duluth (Minnesota), est un peintre et sculpteur américain. 

## Biographie
Élève de James Abbott McNeill Whistler, René-Xavier Prinet et Emmanuel Frémiet, membre de la Société nationale des beaux-arts, il expose au Salon des artistes français de 1929 une toile représentant Honfleur.